# Aleksej Vasiljev
Aleksej Igorevitsj Vasiljev (Russisch: Алексей Игоревич Васильев) (Moskou, 13 januari 1972) is een Russisch autocoureur.

## Carrière
- 1996: RTCC, team Canopus (kampioen).
- 1997: RTCC, team Miller Pilot (kampioen).
- 2000: RTCC, team TNK Racing.
- 2003: FIA GT, team RWS Yukos Motorsport.
- 2004: 24 uur van Le Mans - GT klasse, team Freisinger Motorsport.
- 2005: 24 uur van Le Mans - GT1 klasse, team Cirtek Motorsport.
- 2005-06: A1GP, team A1 Team Rusland (2 races).
- 2006: 24 uur van Le Mans - GT1 klasse, team Convers MenX Team.
- 2007: 24 uur van Le Mans - GT1 klasse, team Convers MenX Team.
- 2007: Ferrari Challenge Europe - Trofeo Pirelli, team HP-Exclusiv.
- 2008: Le Mans Series - LMGT2 klasse, team Snoras Spyker Squadron.
- 2008: 24 uur van Le Mans - GT2 klasse, team Snoras Spyker Squadron.
- 2008: Ferrari Challenge Europe - Trofeo Pirelli, team Ferrari Moscow.
- 2009: Ferrari Challenge Europe - Trofeo Pirelli, team Ferrari Moscow.
- 2010: Ferrari Challenge Europe - Trofeo Pirelli, team Ferrari Moscow.

## A1GP resultaten
| Jaar    | Inschrijving    | 1          | 2          | 3       | 4       | 5       | 6       | 7       | 8       | 9       | 10      | 11      | 12      | 13      | 14      | 15      | 16      | 17      | 18      | 19      | 20      | 21      | 22      | Rang | Punten |
| ------- | --------------- | ---------- | ---------- | ------- | ------- | ------- | ------- | ------- | ------- | ------- | ------- | ------- | ------- | ------- | ------- | ------- | ------- | ------- | ------- | ------- | ------- | ------- | ------- | ---- | ------ |
| 2005-06 | A1 Team Rusland | GBR SPR 23 | GBR FEA NF | GER SPR | GER FEA | POR SPR | POR FEA | AUS SPR | AUS FEA | MAL SPR | MAL FEA | UAE SPR | UAE FEA | RSA SPR | RSA FEA | IND SPR | IND FEA | MEX SPR | MEX FEA | USA SPR | USA FEA | CHN SPR | CHN FEA | 25   | 0      |